# Nikołaj Korytkow
Nikołaj Gawriłowicz Korytkow (ros. Николай Гаврилович Корытков, ur. 17 grudnia 1910 we wsi Szustowo w guberni nowogrodzkiej, zm. 4 września 2000 w Petersburgu) – radziecki polityk, członek KC KPZR (1961-1981).
1928-1931 studiował na wydziale ekonomicznym Leningradzkiego Instytutu Rolnego, później był agronomem i ekonomistą w truście rolniczym związku towarzystw spożywców obwodu leningradzkiego. 1933-1936 dyrektor techniczny sowchozu, 1936-1939 starszy agronom i dyrektor sowchozu w obwodzie leningradzkim. Od 1939 działacz WKP(b), 1939-1940 zastępca dyrektora leningradzkiego trustu sowchozów, 1940-1941 dyrektor sowchozu w obwodzie leningradzkim, od lipca 1941 do grudnia 1945 służył w Armii Czerwonej, uczestnik II wojny światowej. Od grudnia 1945 do marca 1950 ponownie dyrektor leningradzkiego trustu sowchozów, od marca do listopada 1950 zastępca kierownika wydziału rolnego Komitetu Obwodowego WKP(b) w Leningradzie, od listopada 1950 do sierpnia 1956 szef Obwodowego Zarządu Gospodarki Rolnej w Leningradzie, od sierpnia 1956 do 27 stycznia 1960 sekretarz Komitetu Obwodowego KPZR w Leningradzie. Od 27 stycznia do 13 października 1960 II sekretarz Komitetu Obwodowego KPZR w Leningradzie, od 27 września 1960 do 18 grudnia 1978 I sekretarz Komitetu Obwodowego KPZR w Kalininie (od 11 stycznia 1963 do 15 grudnia 1964 ten komitet nazywał się Kaliniński Wiejski Komitet Obwodowy KPZR). Od 31 października 1961 do 23 lutego 1981 członek KC KPZR, od grudnia 1978 na emeryturze. Deputowany do Rady Najwyższej ZSRR od 6 do 9 kadencji.

## Odznaczenia
- Order Lenina (trzykrotnie, m.in. 16 grudnia 1970)
- Order Czerwonego Sztandaru Pracy (dwukrotnie - 31 grudnia 1960 i 30 kwietnia 1966)
- Order Wojny Ojczyźnianej II klasy (11 marca 1985)
- Order Czerwonej Gwiazdy (1 kwietnia 1943)
- Złoty Medal Wystawy Osiągnięć Gospodarki Narodowej ZSRR (trzynastokrotnie - 20 lutego 1939, 5 lipca 1955, 21 listopada 1955, 31 lipca 1956, 10 stycznia 1957, 5 lipca 1957, 31 stycznia 1958, 12 lipca 1960, 23 marca 1966, 27 listopada 1967, 19 października 1971, 1 września 1975 i 1 grudnia 1977)